# Slatina (okres Klatovy)
Slatina je obec v okrese Klatovy v Plzeňském kraji. Leží zhruba osm kilometrů severovýchodně od Horažďovic. Žije zde 99 obyvatel.

## Historie

### Založení vsi
Ves Slatina u Horažďovic, dříve uváděno u Lnář, byla založena v polovině 12. století, kolem roku 1150. Patří spolu s několika dalšími vsi mezi nejstarší v okolí. Např. ves na Hradišti – dříve Na Gradišti, ves Pole – dříve Na poli, ves Záboří, Bratronice, Slivonice, Pačejov aj. Okolí bylo zalesněno a jen málo osídleno. Jednalo se o dřívější rozptýlené slovanské osady, jejichž středisky byla slovanská opevněná hradiště „Na Hradišti“ u Kasejovic a dále hradiště Na Práchni. Jejich původ sahá do období osídlování této oblasti Slovany.
Původní slovanská osada se vyvíjela v raně středověkou ves. Nejstarší obydlená místa jsou v prostoru čp. 7, 22, 23, 24, 26, 27, 29, 31, 33, 48. Postupnou kolonizací přicházely další rodiny a osazovaly prostory stále na této obydlené straně. Čp. 21, 28, 30, 45 a v další kolonizační vlně to byly prostory čp. 2, 3, 4, 5 aj.
Vzhledem k názvu vsi z něhož vyplývá, že se rozkládá na slatinné a bažinaté půdě, se při osídlování využíval terén vyšší, skalnatější a sušší. Nejstarší získaná půda ždářením je právě směrem za těmito nejstaršími osídlenými místy. Tito starousedlíci se postupně stávali gruntovníky. Nejstarší získaná pole jsou směrem od Liští, přes Trávníky, Stružka, Na dolích, k Novému, k Náramku a Hořicum. Všude jinde v okolí byly husté lesy (pralesy) a původní divoká příroda. Kolem roku 1170 bylo již získáno přes 100 korců půdy tj. cca 30 hektarů.
Velkým zásahem do vývoje raně středověké vsi ve Slatině bylo založení a vybudování církevního dvora (statku) kolem roku 1220 a postavení kostela svatojiřským klášterem na Pražském Hradě. Tento klášter založil a vlastnil v této oblasti 7 dvorů (církevních statků). Svatojiřský klášter, který je jedním z nejstarších v Čechách (byl založen roku 973), se značně podílel na kolonizaci této oblasti. S církevním statkem byl postaven i již zmíněný dřevěný kostel zasvěcený sv. Václavu. Byl to první kostel v okolí. Další kostel byl postaven ve Velkém Boru až v roce 1283 Johanity ze Strakonic, dále kostel v Chanovicích až v roce 1357 a kostel v Kadově v roce 1384.
Svatojiřský klášter vlastnil dvůr ve Slatině a v Poli až do roku 1284, kdy jej biskup Tobiáš prodal za 170 hřiven stříbra panu Bohuslavovi, purkrabímu na hradu Zvíkov (formulář biskupa pražského Tobiáše z Bechyně, kapitola 233, strana 177).

### Vrcholně středověká a novověká ves
Založením a rozvojem církevního statku a další kolonizací se počet rodin ve Slatině rozrostl na 30 a čítal celkem 160 obyvatel. Dodnes tradované a používané rozdělení „ve vsi“ a „v chalupách“ spadá do tohoto období kolonizace a rozvíjení středověké vesnice.
Kostel ve Slatině, jakož i kostely v okolí byly vypáleny v době husitských válek. Bylo tomu v létě 1421, kdy majitelem slatinského statku byl Střízek z Nebřehovic u Písku. Jan Žižka táhl se svým vojskem podruhé na hrad Rabí. Vypálil a zbořil kostel v Kadově a Přibíkovi, který se uchýlil na hrad Rábí poničil i tvrz. Dále vypálil kostel ve Slatině. Odtud vyslal část vojska do Chanovic, ale ta se v hustých lesích stočila směrem k Bezděkovu a zbloudila. Kostel v Chanovicích tedy zůstal zachován. Vojsko se dále vydalo směrem na Velký Bor, kde johanitům pobořilo hrad a kostel. Odtud pokračovali na Horažďovice a Rabí. Při tomto druhém obléhání hradu Rábí ho Žižka dobyl, ale přišel o oko, které mu údajně vystřelil Přibík z Kadova.
Na místě vyhořelého kostela byla postavena zděná kaple sv. Václava. Postavili ji páni Nebřehovičtí, kteří slatinský statek vlastnili celkem 203 let. V roce 1765, kdy byl vystavěn nový kostel v Kadově a vysvěcen na svatého Václava za velké slavnosti, daroval ze slatinské kaple Ferdinand Kunáš z Machovic kadovskému kostelu stříbrný kalich a mešní roucha. Kapli nechal zbořit lnářský hrabě Kristián při stavbě špejcharu a postavil vedle pouze malou zvonici (kapličku).

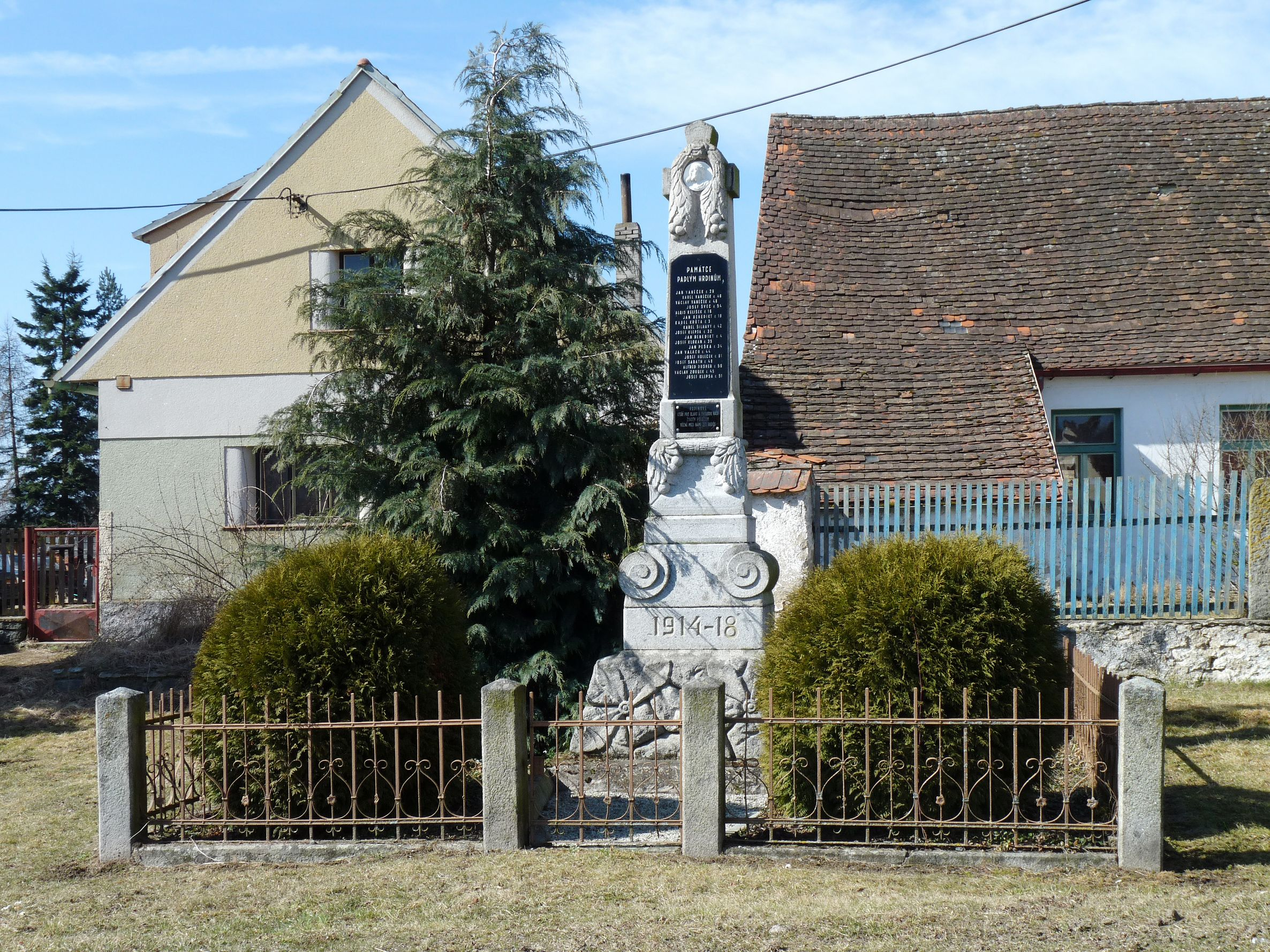
Pomník padlým v první světové válce

### Přehled majitelů vsi a dvora
- 1220–1284 Svatojiřský klášter v Praze
- 1284–1303 Purkrabí hradu Zvíkova (Bohuslav)
- 1303–1426 Páni z Nebřehovic u Písku (Petr, Zdeněk, Jetrich, Střízek)
- 1426–1436 Oldřich Kočka z Družetic (odkoupil Nebřehovice i se Slatinou)
- 1436–1517 Jan z Nebřehovic
- 1517–1583 Páni z Oselec (Jindřich a Petr Oselecký)
- 1583–1680 Páni Kokorovci z Kokorova u Nepomuka (Petr a Václav Záborský z Brloha)
- 1680–1691 Páni z Horažďovic (Adam Opl a Václav Vojtech)
- 1691–1765 Kunášové z Machovic od Hluboké (Václav Lev Jindřich, Aleš Ferdinand, Jan Josef a Jan Arnošt)
- 1765–1810 Páni ze Lnář (hrabě František Kristián a František Linker)
- 1810–1948 Páni z Chanovic (František Becher, Dr. Eduard Doubek, Isidor Smiedl a baron Pavel Goldegg)
- 1948–1952 parcelace slatinského dvora mezi drobné zemědělce

### Nájemci pánů z Chanovic ve Slatině
- 1895–1907 František Polánka
- 1907–1922 Vojtěch Doubravský
- 1922–1924 šafář Fárek
- 1924–1948 Sýkora

## Obyvatelstvo
| Rok            | 1869 | 1880 | 1890 | 1900 | 1910 | 1921 | 1930 | 1950 | 1961 | 1970 | 1980 | 1991 | 2001 | 2011 | 2021 |
| -------------- | ---- | ---- | ---- | ---- | ---- | ---- | ---- | ---- | ---- | ---- | ---- | ---- | ---- | ---- | ---- |
| Počet obyvatel | 443  | 447  | 369  | 357  | 325  | 291  | 275  | 184  | 186  | 168  | 153  | 123  | 119  | 110  | 96   |
| Počet domů     | 59   | 60   | 61   | 62   | 61   | 63   | 60   | 60   | 51   | 47   | 40   | 46   | 46   | 52   | 53   |

## Obecní správa
Mezi lety 1850–1975 Slatina byla obcí v okrese Strakonice (1869–1930), posléze v okrese Horažďovice (1950) a později opět v okrese Klatovy. Od 1. ledna 1976 do 30. června 1980 patřila jako část obce k Svéradicím. Od 1. července 1980 do 31. prosince 1991 patřila jako část obce k Velkému Boru a od 1. ledna 1992 je opět samostatnou obcí.

### Obecní symboly
Znak a vlajka byly obci uděleny rozhodnutím předsedy Poslanecké sněmovny Parlamentu České republiky dne 20. ledna 2005.

## Židovské pamětihodnosti

### Synagoga

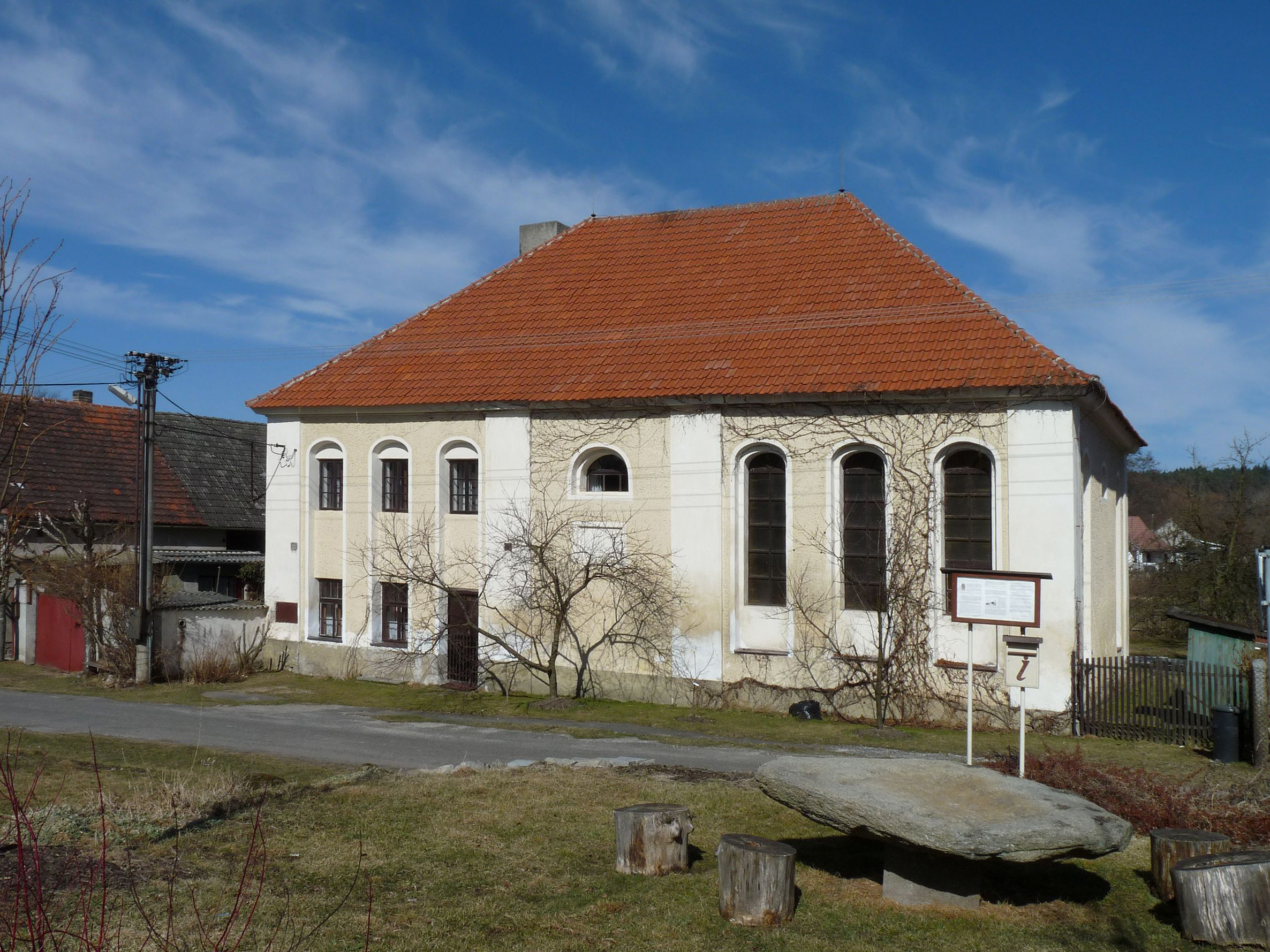
Synagoga

Původní dřevěná synagoga stála v centru ghetta. Stála na čtyřech nosných dřevěných sloupech. Byla velmi malá, o rozměrech asi 8 x 6 metrů. Nová synagoga ve Slatině (kulturní památka) je samostatně stojící patrová, prostě klasicistní stavba s valbovou střechou. Vnější rozměry budovy činí 18,9 x 11,4 m, výška po hlavní římsu 7 m. Vystavěna byla v roce 1868 (podle některých pramenů již v roce 1850). Bohoslužby zde probíhaly až do roku 1912. V září roku 1917 opustil Slatinu poslední Žid a téhož roku koupil synagogu za 10 800 Korun obchodník a učitel hudby pan Karel Volmut. Podnikavě ze „šůlu“ přestavěl kupecký krám a z modlitebny stodolu. Po druhé světové válce se odstěhoval a opuštěná stavba sloužila k různým účelům obce i vzniknuvšího Jednotného zemědělského družstva. Když pak družstvo synagogu využívalo ke skladování strojených hnojiv zdálo se, že její osud je zpečetěn. Ale po sloučení družstev ji tehdejší vlastník JZD Svéradice v roce 1975 prodalo a noví vlastníci ji v roce 1983 obnovili do dnešní podoby.

### Židovský hřbitov

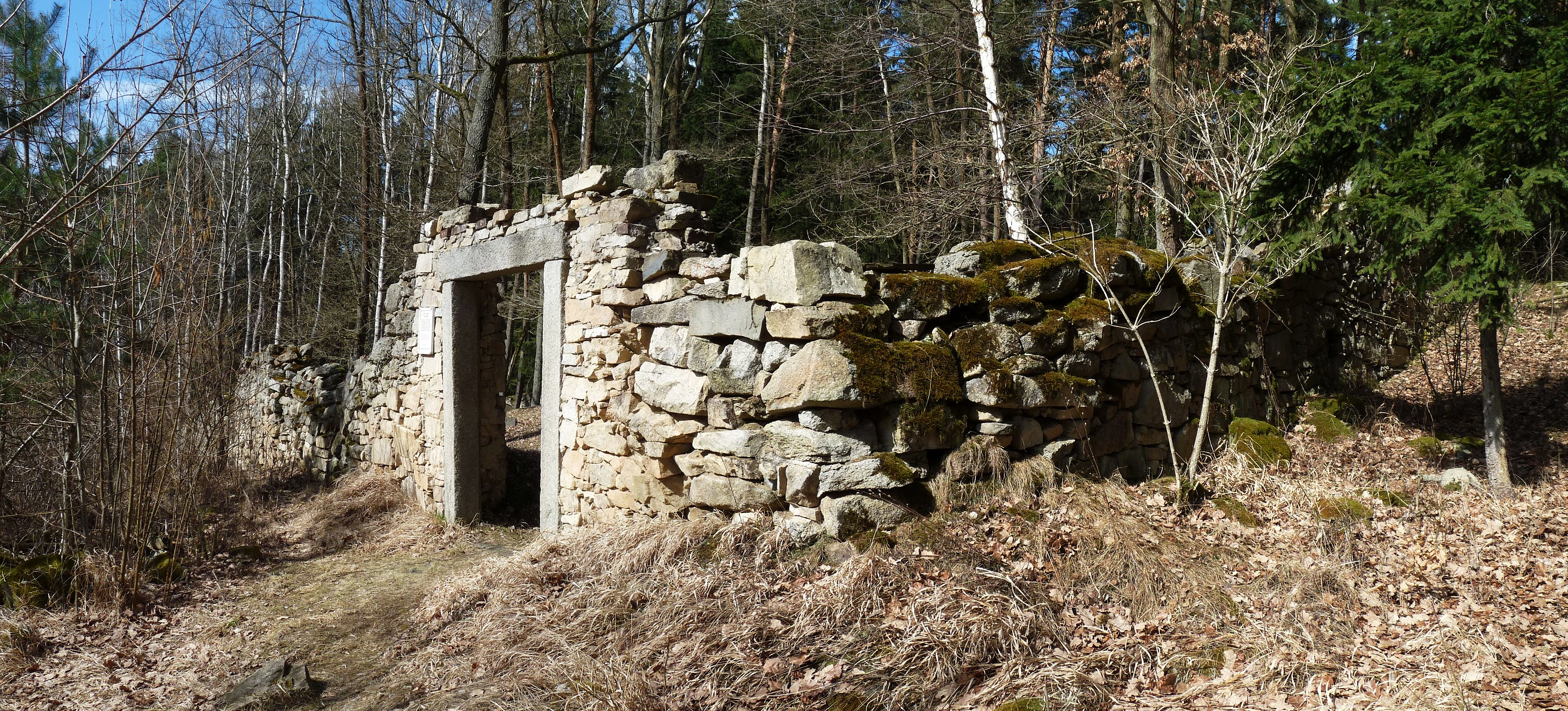
Vstup na židovský hřbitov

Slatinský židovský hřbitov se rozprostírá asi 1 km severně od slatinské návsi, v lese, západně od silnice vedoucí do Chanovic a Bezděkova. S rozměry 58 x 28 metrů zaujímá plochu 1624 m². Od okolí je oddělen 2 metry vysokou kamennou zdí, již značně narušenou. Hřbitov představuje místo posledního odpočinku řady generací slatinských Židů, ale i Židů z širokého okolí, mezi něž patřily i významné osobnosti, představitelé obce a učení rabíni. Židé ze Slatiny a širokého okolí sem byli pohřbíváni již od roku 1668. Až 9. března 1723 povolil slatinským Židům zřízení hřbitova tehdejší majitel Slatiny, Václav Ferdinand Kunáš z Machovic. Podle zřizovací listiny měl hřbitov rozměry 8 x 8 sáhů (15 x 15 metrů). Židé se zavázali zaplatit za pozemek 50 rýnských zlatých a na vlastní náklady jej nechat ohradit. Dále byli povinni odvádět do Kunášových důchodů z každého mrtvého těla 45 krejcarů, z cizího pak 1 zlatý. Jednalo li se o dítě do jednoho roku, 25 krejcarů a u dítěte od 1 roku do 3 let, 45 krejcarů.
Pro nedostatek místa byl hřbitov později rozšířen na dnešních 58 x 28 metrů. Byla postavena nová obvodová kamenná zeď a nad vchodové dveře byla umístěna deska s hebrejským nápisem: „BAIS MOUEVITS L`CHOLCHAI. KHI UFOR ATHU VAEL UFOR THOŠUF“ (Dům shromáždění všech živých. Prach a země jsi a v prach a zemi se navrátíš). V současné době je na hřbitově dochováno okolo 172 náhrobních kamenů barokního a klasicistního stylu. Náhrobky (hebr. macevot) jsou dvojího typu. Žulové jsou vesměs prosté, bez ornamentiky, dnes již špatně čitelné. Druhou skupinou jsou vápencové stély, většinou završené obloukem zdobené stylizovanými květinovými motivy lidového charakteru. Dnes nejstarší čitelný náhrobek je z poloviny 18. století.

### Pozůstatky židovského ghetta
Z historického hlediska je nejzajímavější ghetto, z něhož se však do dnešní doby dochovaly jen některé domy a i ty jsou značně přestavěné (slouží dnes rekreačním účelům). Hlavní jádro židovského ghetta ve Slatině tvořila skupina řadových kameno-hliněných domků o velikosti cca 6 x 5 metrů. Například v roce 1846 bydlelo v 11 domcích celkem 19 rodin čítajících celkem 110 osob, což představovalo třetinu obyvatel vesnice. Dalších 19 Židů bydlelo u křesťanů. Po roce 1850 začala emigrace slatinských Židů zejména do Spojených států amerických, ale i na Balkán (Bosna a Hercegovina) a poslední židovská rodina opustila Slatinu v roce 1917.
Při přestavbě domku čp. 29 prováděné okolo roku 1980 bylo zjištěno kameno-hlinité jádro jednoho z původních domků židovského ghetta, potvrzující údaj uvedený v místní kronice, že domky byly „hliněné“. Šlo o kombinaci kamene a velkých nepálených hliněných cihel. Ghetto bylo postaveno v části obce na nehostinné, bažinaté půdě (na slatinách), kde v té době ještě vyvěral, snad léčivý pramen se značným obsahem hořčíku. V roce 1834 zde bydlelo 17 rodin, vždy v jedné místnosti, dokonce v některé i dvě rodiny společně (rodiny byly početné, i o deseti dětech, někdy i více). Domky byly vesměs dřevěné v kombinaci s kamenem a nepálenými velkými hliněnými cihlami.

## Další pamětihodnosti a zajímavosti
- Kaple svatého Jana Nepomuckého

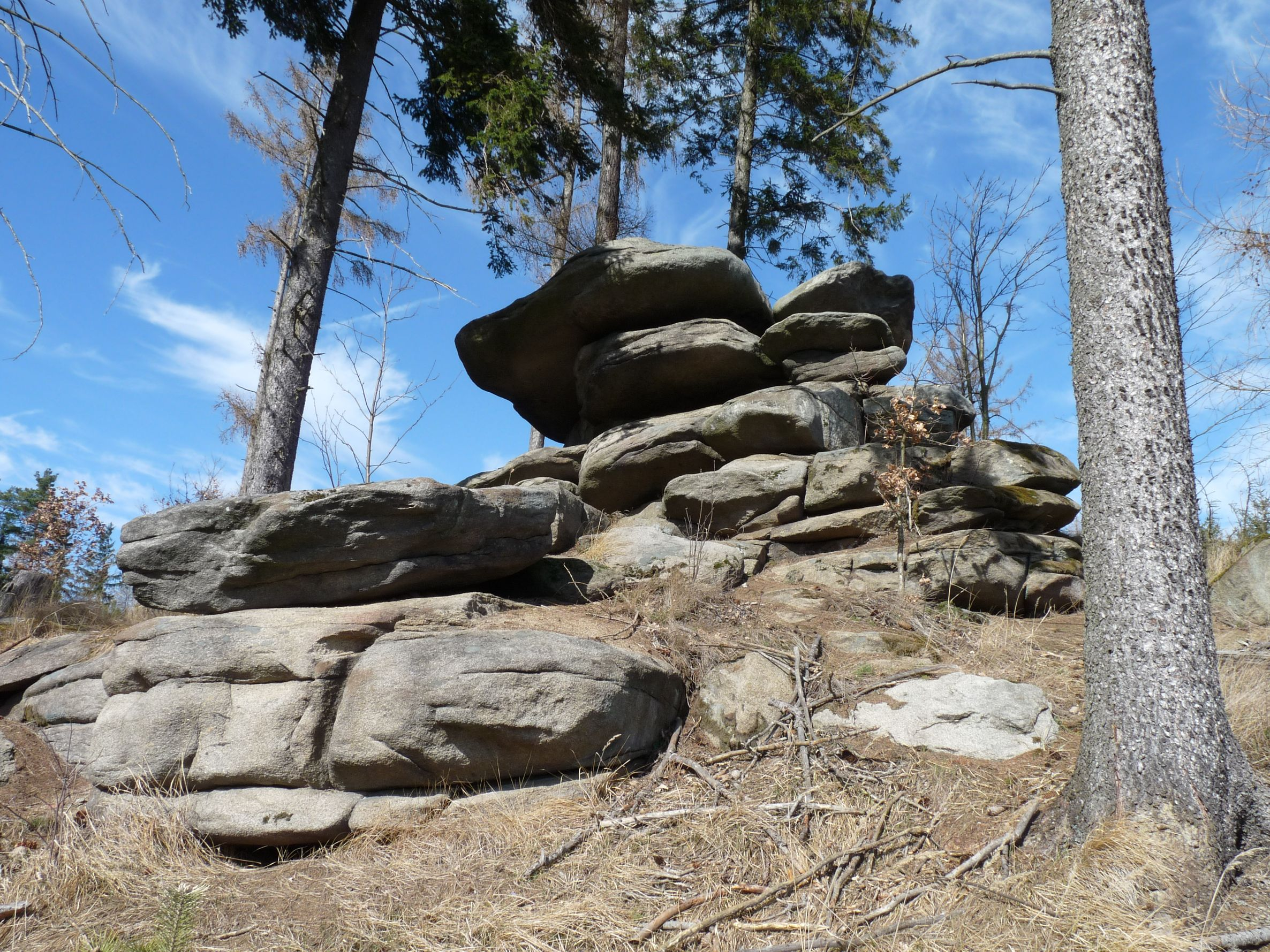
Velký čertův náramek

- Zděná kaplička svaté Barbory „Na Hradcích“
- Výklenková kaplička svatého Václava
- Několik křížků – např. u bývalého tzv. morového hřbitova (spíše se jednalo o cholerový), kříž z roku 1918 naproti lomu, jenž připomíná ukončení první světové války, další při silnici na Svéradice nebo tzv. kříž „U Topolu“ z roku 1848
- Pomník obětem první světové války – na počet obyvatel, jichž v oblasti padlo nejvíce
- Pomník prezidentu T. G. Masarykovi
- Nejtěžší sluneční hodiny na území Česka u lomu Slatina
- Na severovýchod od obce stojí tzv. Velký čertův náramek – skupina kamenů, které sem podle pověsti pustil čert po prohrané sázce.

## Osobnosti
- Helena Růžičková (1936–2004), herečka; v obci strávila poslední léta svého života

## Galerie

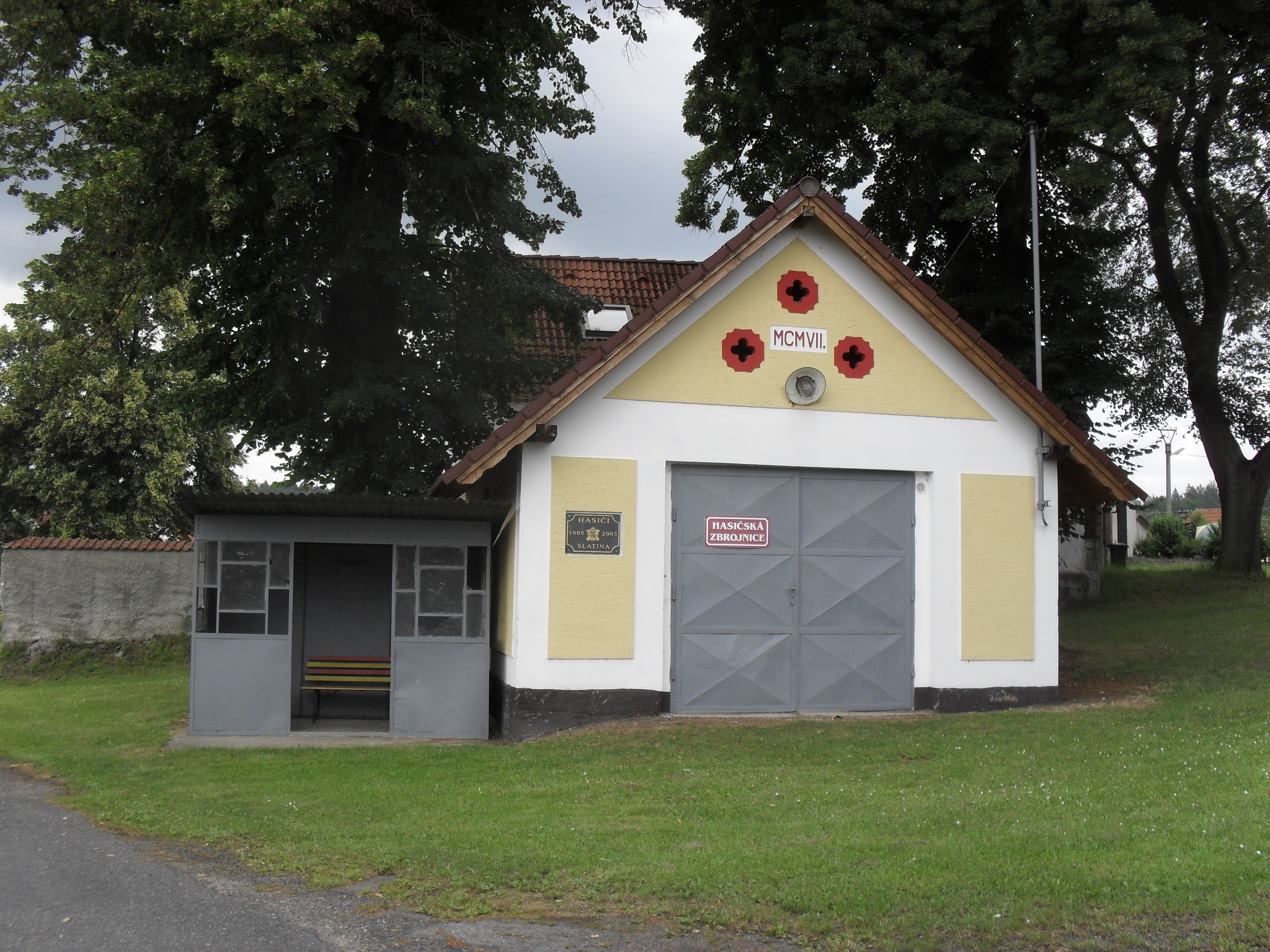
Hasičská zbrojnice
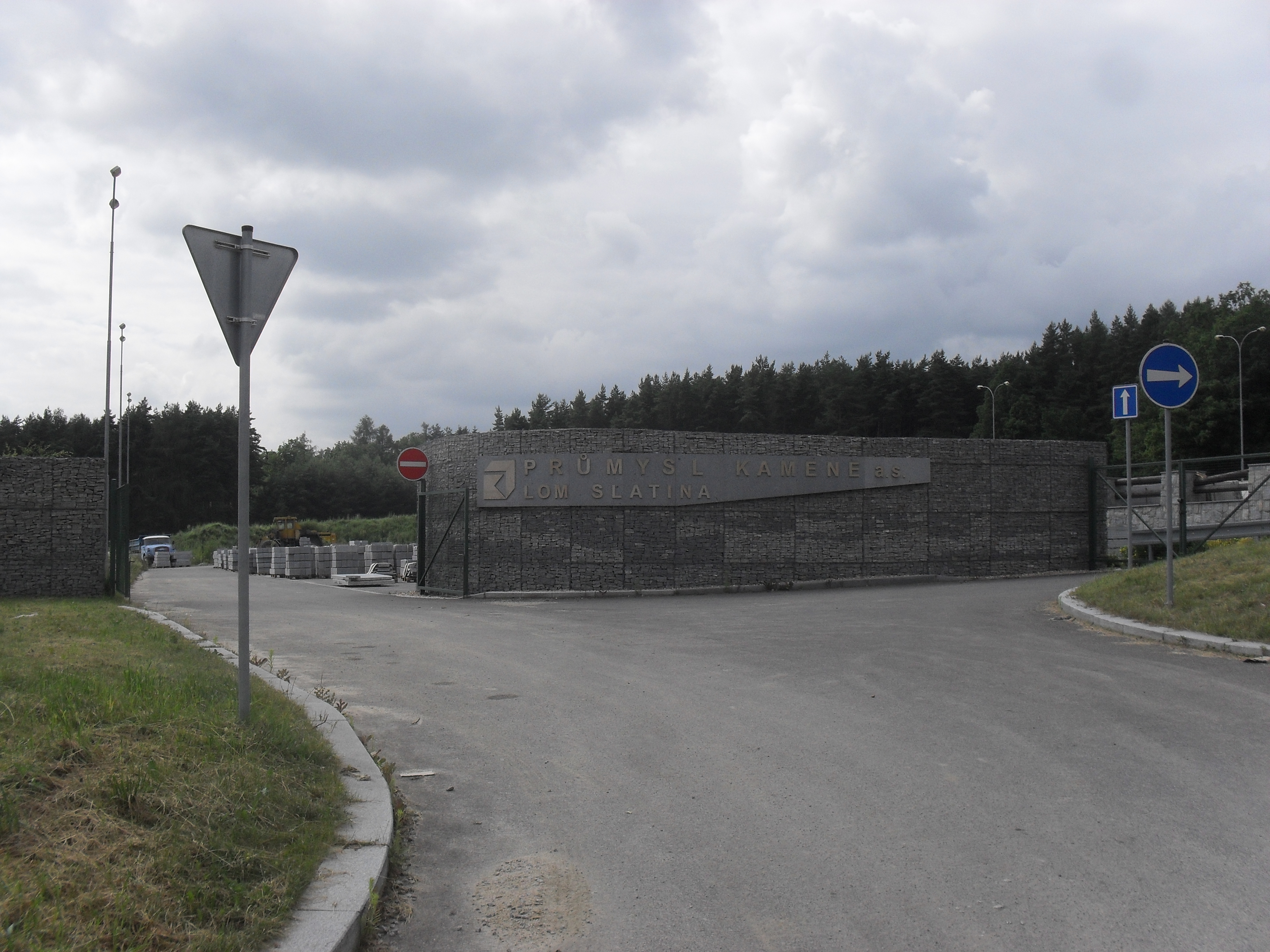
Slatinský kamenolom